# The Bewitched Hands
The Bewitched Hands, également appelé The Bewitched Hands (On The Top Of Our Heads), est un groupe de pop français, originaire de Reims fondé en 2007.Le groupe a annoncé sa séparation le 22 septembre 2014.

## Biographie
Bien que fondé en 2007 (composé alors d'une grosse dizaine d'intervenants), le groupe ne se fait réellement connaître qu'en 2008. À la fin de cette année, il participe notamment au festival les Transmusicales de Rennes. Au début de l'année suivante sort l'album de Yuksek (lui-même originaire de Reims) Away From The Sea sur lequel le groupe participe à la chanson So Far Away From The Sea. Parallèlement, le groupe reprend la célèbre chanson de Yuksek Tonight. Quasi-simultanément, le septuor (devenu sextuor après mai 2009) remporte l'édition hivernale du concours CQFD organisé par le magazine culturel Les Inrockuptibles. Ceci leur permet de participer au festival The Great Escape en mai ainsi qu'au festival Les Inrockuptibles, organisé par le magazine. Avant cela, le groupe participe entre autres au festival Printemps de Bourges. 
L'année 2010 renforce la notoriété grandissante du groupe. Les membres enchaînent festival sur festival : Art Rock, Les Papillons de Nuit, les Eurockéennes de Belfort, Festival des Inrocks édition 2010... Au cours de cette même année, ils sortent deux EP dont le premier, Sea, qui comporte trois titres. Le second intitulé Hard To Cry comporte lui cinq titres. À l'automne 2010, ils finissent par sortir leur premier album nommé Birds & Drums, accueilli positivement par les critiques. Philippe Manœuvre qualifie le groupe de « vachement bien » et souligne le fait que « ce qu'ils font mériterait qu'on écrive dessus ». Selon lui, Reims, sous l'impulsion du groupe, est devenu une capitale du rock en France. Le magazine Le Point place quant à lui la formation « au top de la pop ». Les lecteurs de Magic, revue pop moderne placent quant à eux The Bewitched Hands à la cinquième place du classement « groupe ou artiste français de l'année ». 
En décembre 2010, le groupe sort un single de Noël de deux titres nommé Christmas Tree. Fin février 2011, le groupe récidive avec la sortie digitale d'un nouvel EP Work, comprenant deux titres inédits. Puis, Birds & Drums est réédité en juin, avec comme pistes bonus des titres issus de leurs EP précédents, deux reprises et une chanson en français. Ces titres sont également disponibles dans l'album Burn and Explode.
Un nouvel album est annoncé pour le 24 septembre 2012 : Vampiric Way. Il devrait être précédé d'un EP, Thank You, Goodbye, It's Over, disponible quant à lui le 20 août 2012. Le 12 juillet 2012, un extrait de Vampiric Way est disponible en téléchargement gratuit. Le titre éponyme de l'EP Thank You, Goodbye, It's Over est disponible depuis le 18 juillet 2012.

## Discographie

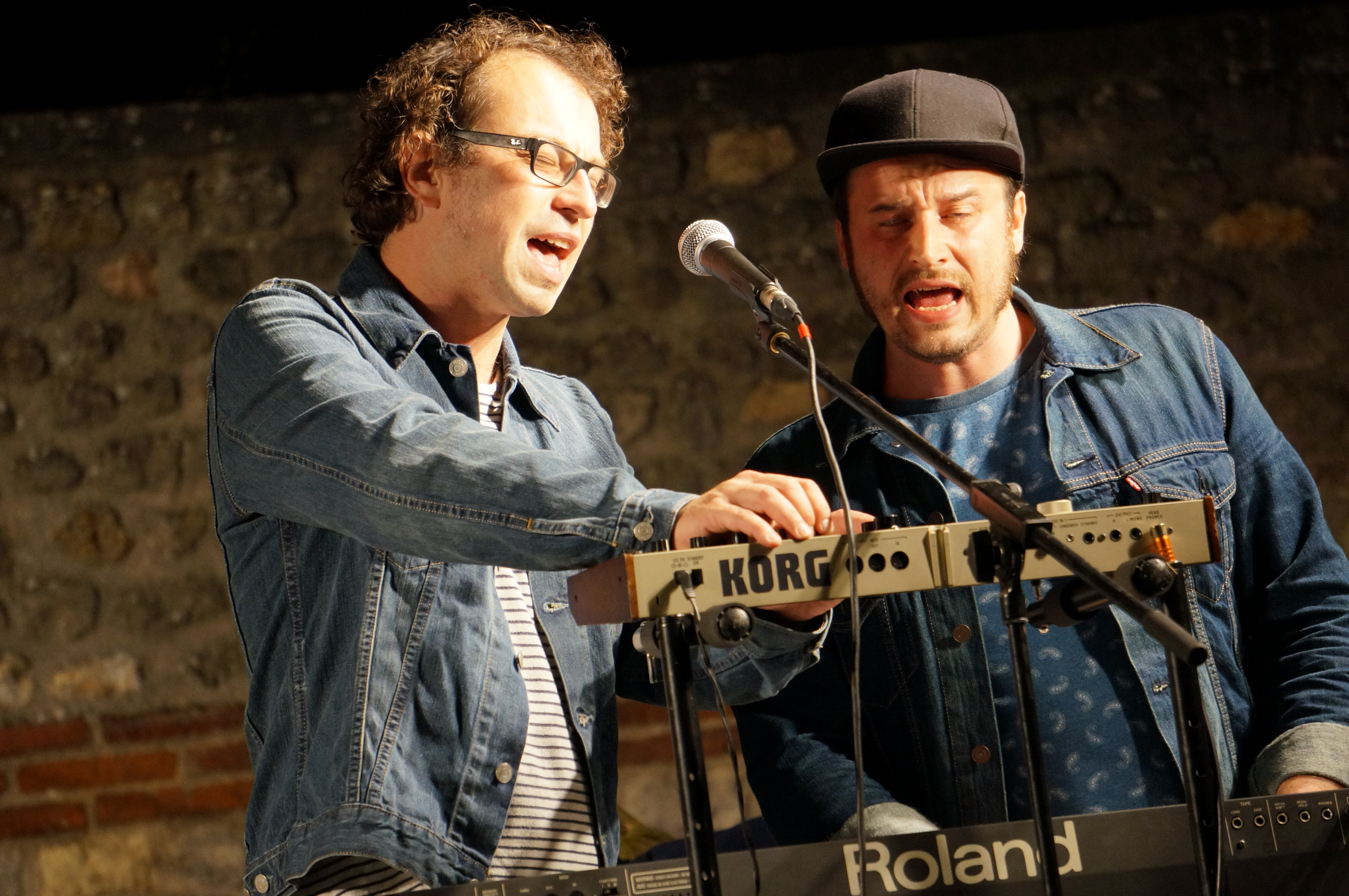
en concert.

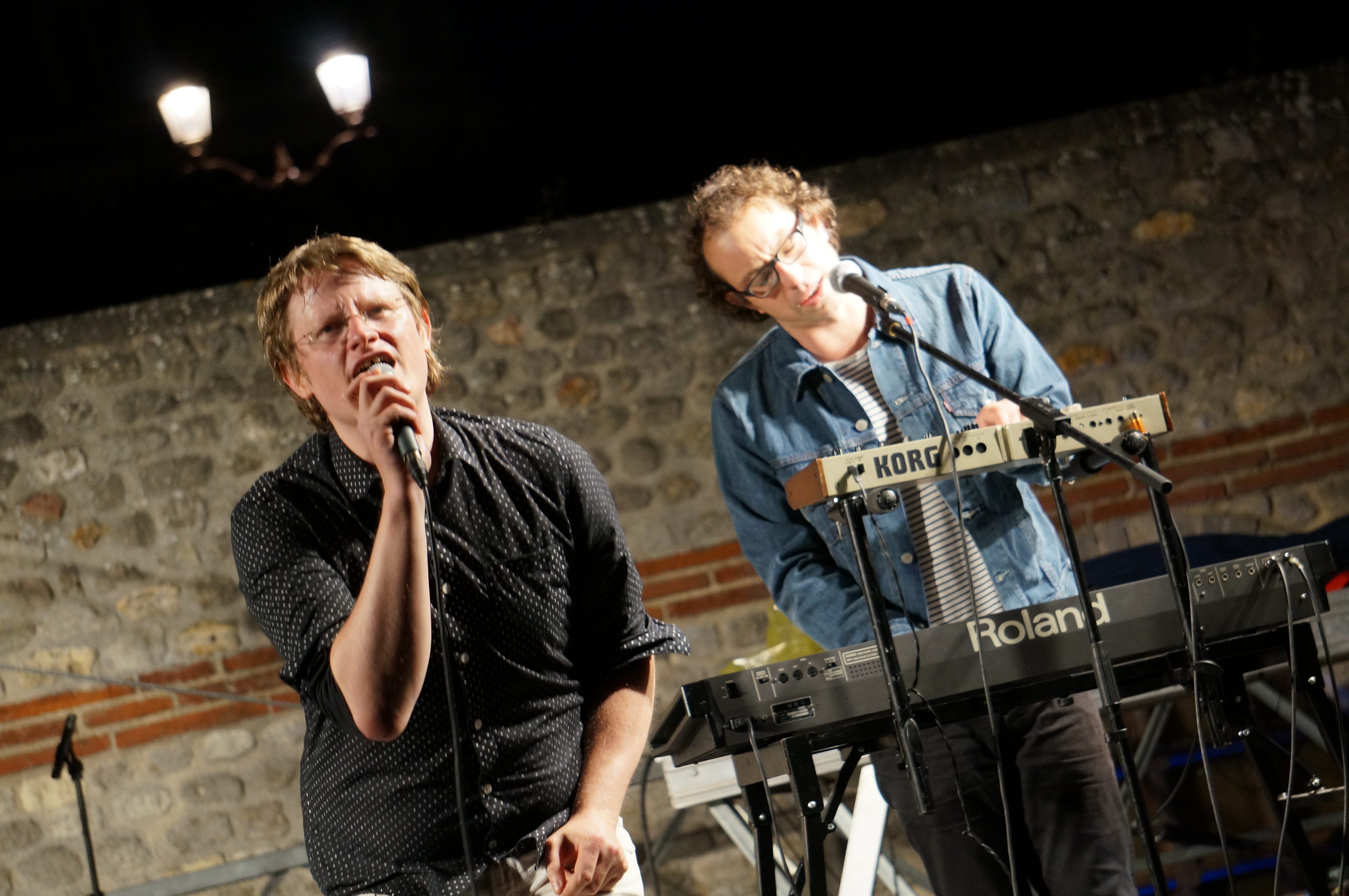
en concert.

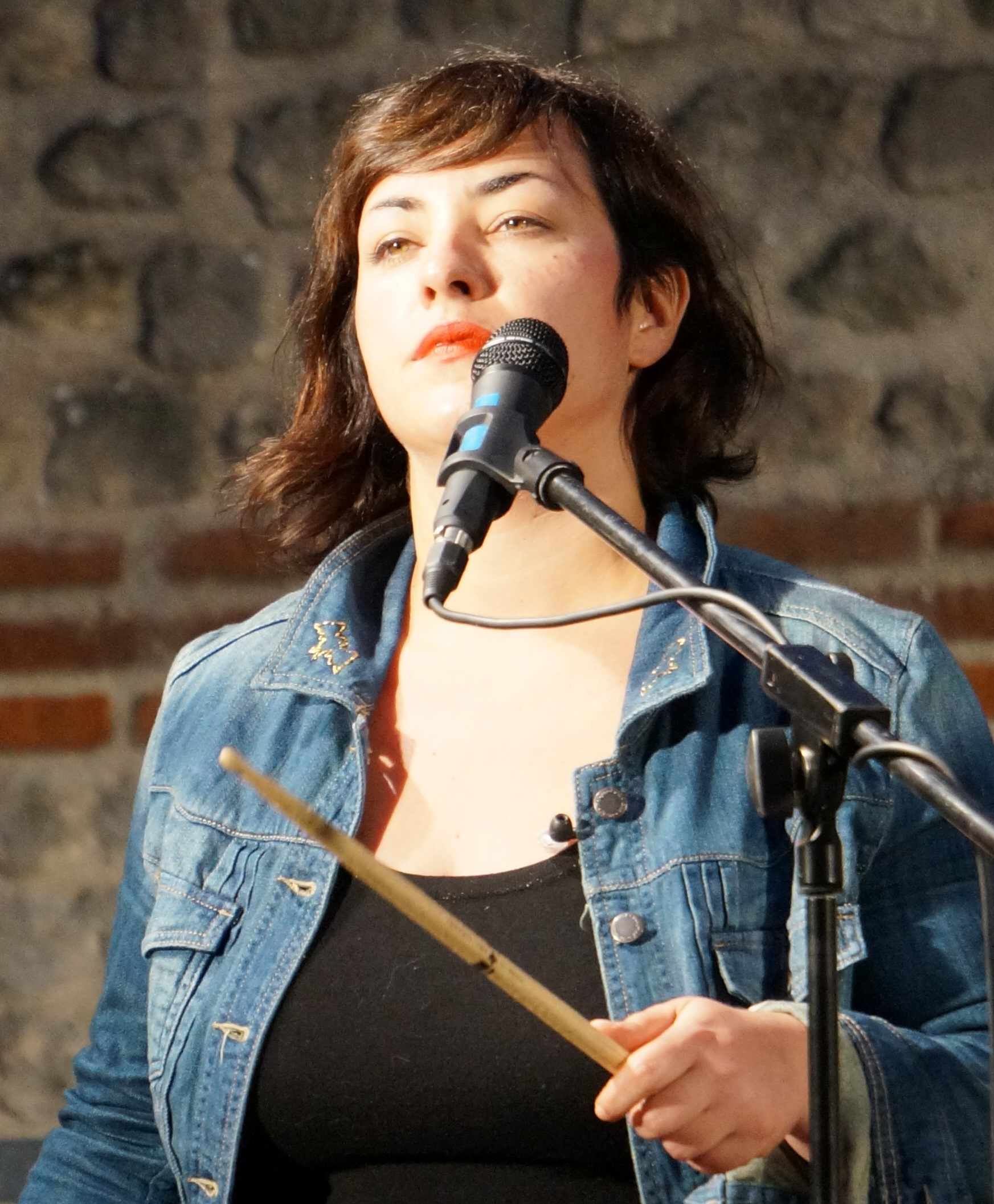
en concert.